# Laurence Farreng
Laurence Farreng (ur. 6 września 1966 w Nîmes) – francuska polityk i samorządowiec, deputowana do Parlamentu Europejskiego IX i X kadencji.

## Życiorys
Kształciła się na Université Montpellier-I i na Université d’Avignon et des Pays de Vaucluse. Przez ponad dwadzieścia lat pracowała w branży reklamowej. Współpracowniczka François Bayrou, lidera Ruchu Demokratycznego. Została wybrana do rady miejskiej w Pau. W 2014 objęła stanowisko zastępczyni mera do spraw promocji miasta. W 2015 powołana na dyrektora do spraw komunikacji w administracji miasta i aglomeracji.
W wyborach w 2019 z listy zorganizowanej wokół prezydenckiego ugrupowania LREM uzyskała mandat posłanki do Europarlamentu IX kadencji. W 2021 została także radną regionu Nowa Akwitania. W 2024 utrzymała mandat eurodeputowanej na kolejną kadencję.